# Jenna Fischer
Regina Marie "Jenna" Fischer (Fort Wayne (Indiana), 7 maart 1974) is een Amerikaans actrice. Ze vergaarde bekendheid met haar rol van Pam Beesly, een van de hoofdpersonages in de NBC-sitcom The Office (US). Hierin speelde ze sinds de start, in maart 2005, tot het einde in mei 2013. Hiervoor werd ze in 2007 genomineerd voor een Emmy Award. Fischer won met de gehele ploeg van The Office US zowel in 2007 als in 2008 een Screen Actors Guild Award voor het beste komische gezelschap. In november 2017 publiceerde ze haar eerste boek, The Actor's Life: A Survival Guide, met een voorwoord van Steve Carell.
Fischer was van 2000 tot en met 2008 getrouwd met James Gunn. In 2010 trouwde ze met Lee Kirk; samen hebben ze een zoon en een dochter.